# Taça do Império 1913
La Taça do Império 1913 fu la seconda edizione della Taça do Império.
Al torneo presero parte quattro squadre, tutte provenienti da Lisbona, che si sfidarono in scontri di sola andata.

## Semifinali
|                  | Risultato |                    |
| ---------------- | --------- | ------------------ |
| Sporting Lisbona | 2 - 3     | Club Internacional |
| Benfica          | 2 - 1     | SC Império         |

## Finale
|  | Benfica | – | Club Internacional |  |